# Lagen om förbud mot vissa hälsofarliga varor
Lagen om förbud mot vissa hälsofarliga varor (1999:42) är en svensk lag som infördes 1999. Lagen syftade till att kunna straffbelägga hantering av nyskapade syntetiska droger innan deras effekter, exempelvis hur beroendeframkallande de är, är tillräckligt klarlagda för en narkotikaklassning. Då kraven för klassning enligt denna lag är lägre än för narkotikaklassning, är också straffsatserna lägre än i Narkotikastrafflagen. 
Beslut om vilka substanser som omfattas av lagen fattas av regeringen, normalt på förslag av Statens folkhälsoinstitut, och finns förtecknade i bilaga till Förordningen om förbud mot vissa hälsofarliga varor. Substanser som är narkotika enligt Narkotikastrafflagen, omfattas av Lagen om förbud mot vissa dopningsmedel, eller är godkända läkemedel inom Europeiska unionen omfattas dock inte av denna lag.

## Berörda substanser
De substanser som finns förtecknade i förordningen är:
- N-metyl-1-(3,4-metylendioxifenyl)-2-butylamin (MBDB)
- 1-(3,4-metylendioxifenyl)-2-butylamin (BDB)
- 5-metoxi-N,N-dimetyltryptamin (5-MeO-DMT)
- 5-metoxi-N,N-diisopropyltryptamin (5-MeO-DIPT)
- 5-metoxi-alfametyltryptamin (5-MeO-AMT)
- 2,5-dimetoxi-4-etylfenetylamin (2C-E)
- alfa-metyltryptamin (AMT)
- 2,5-dimetoxi-4-klorfenetylamin (2C-C)
- 2,5-dimetoxi-4-metylfenetylamin (2C-D)
- 4-acetoxi-N,N-diisopropyltryptamin (4-AcO-DIPT)
- 4-hydroxi-N,N-diisopropyltryptamin (4-HO-DIPT)
- gammabutyrolakton (GBL)
- 1,4-butandiol (1,4-BD)
- 4-acetoxi-N,N-metylisopropyltryptamin (4-AcO-MIPT)
- 4-hydroxi-N,N-metylisopropyltryptamin (4-HO-MIPT)
- 4-acetoxi-N,N-dietyltryptamin (4-AcO-DET)
- 4-hydroxi-N,N-dietyltryptamin (4-HO-DET)
- 1-(3-trifluormetylfenyl)piperazin (TFMPP)
- 2,5-dimetoxi-4-isopropyltiofenetylamin (2C-T-4)
- [2,3-dihydro-5-metyl-3-(4-morfolinylmetyl)pyrrolo[1,2,3-de]-1,4-bensoxazin-6-yl]-1-naftalenylmetanon (WIN 55,212-2)
- 5-(1,1-dimetylheptyl)-2-[5-hydroxi-2-(3-hydroxipropyl)cyklohexyl]fenol (CP 55,940)
- (2-metyl-1-pentylindol-3-yl)-(naftalen-1-yl)metanon (JWH-007)
- (2-metyl-1-propyl-1H-indol-3-yl)-1-naftalenylmetanon (JWH-015)
- (1-hexyl-1H-indol-3-yl)-1-naftalenylmetanon (JWH-019)
- 2-metylnaftalen-1-yl-(butylindol-3-yl)metanon (JWH-073 metylderivat)
- 4-metoxinaftalen-1-yl-(1-pentylindol-2-metyl-3-yl)metanon (JWH-098)
- 1-hexyl-2-fenyl-4-(1-naftoyl)pyrrol (JWH-147)
- (4-metoxifenyl)(1-pentyl-1H-indol-3-yl)metanon (RCS-4)
- Salvinorin A
- Alla delar av växten Salvia divinorum (profetsalvia), oavsett benämning, som inte salvinorin A blivit extraherat från
- Salter av ovanstående ämnen